# José (filho de Jacob)
José (em hebraico יוֹסֵף, significando "[ Yahweh ] acrescentará"; em hebraico padrão, Yosef; em hebraico tiberiano; Yôsēp̄; em árabe: يوسف , transl. Yūsuf ou Yūsif; em grego antigo: Ἰωσήφ Iōsēph; posteriormente designado como צפנת פענח, transl. Tzáfnat panéach, em hebraico padrão, ou Ṣāp̄ənaṯ paʿănēªḥ, em hebraico tiberiano, que significaria "descobridor das coisas ocultas"), também chamado de Zafenate-Paneia, foi o décimo primeiro filho de Jacó, nascido de Raquel, citado no Antigo Testamento, em 
Gênesis 37:, e considerado o fundador da tribo de José, constituída, por sua vez, da tribo de Efraim e da tribo de Manassés (seus filhos). Quando foi nomeado homem de confiança do Faraó, foi-lhe concedida a mão de Azenate, filha de Potífera, sacerdote de Om.

## História
Filho preferido de Jacó, apesar de não ser o seu primogênito (mas o primeiro filho de Jacó com Raquel, a mulher que mais amou), José nunca escondeu a sua liderança. O favoritismo de que era alvo por parte do pai valeu-lhe a malquerença dos irmãos. Estes, quando José contava 17 para 18 anos, venderam-no como escravo, por 20 sheqels de prata, a mercadores ismaelitas, que o levaram ao Egito, no período da XVII dinastia.
No Egito, José foi comprado por Potifar, oficial e capitão da guarda do rei do Egito, de quem conquistou a confiança e tornou-se dirigente dos criados e administrador da casa. Na casa de Potifar, estudou com um escriba e aprendeu a língua egípcia. Foi preso após acusação injusta de tentativa de abuso da mulher do seu amo, depois de uma tentativa frustrada de sedução por parte desta.

### Na prisão
Na prisão, tornou-se conhecido como intérprete dos sonhos. Lá, ele decifrou o sonho do copeiro-chefe e padeiro-chefe do palácio do Faraó, que foram presos acusados de conspiração. Segundo a interpretação de José, o sonho do padeiro-chefe indicava que este seria enforcado, mas o do copeiro-chefe indicava que este seria salvo, o que de fato aconteceu.

### Mandatário do território do Egito
Dois anos mais passaria José na prisão, até que o Faraó pediu para que interpretasse um sonho que tivera, aconselhado pelo copeiro-mor. Em parte do sonho, Faraó via subir do Nilo sete vacas gordas e em seguida outras sete vacas magras, que devoravam as sete vacas gordas. José interpretou o sonho do Faraó como sendo uma previsão de que viriam sobre o Egito sete anos de abundância, seguidos por mais sete de seca e fome. O Faraó, satisfeito com a interpretação dada ao seu sonho, dá a José um anel de seu dedo, o faz vestir vestes de linho fino, põe um colar de ouro no seu pescoço e o constitui mandatário de toda a terra do Egito. José tinha então a idade de trinta anos. O Faraó deu-lhe ainda Azenate por mulher.
José, então, ordena que se construam celeiros para guardar a produção do Egito durante os anos de fartura. Em verdade, também, nos anos em que passou na prisão, havia se inteirado da situação política do Egito e sabia também que nos anos de seca que viriam, como se mostrou nos sonhos do Faraó, apenas o Baixo Egito teria mantimentos que tinham sido armazenados. E assim aconteceu. Nos sete anos de seca que vieram depois, havia fome em todas as terras, menos nas terras do Faraó. Todo o Egito clamava a Faraó por alimento e este mandava que fossem a José e este abriu todos os celeiros e vendia os mantimentos aos egípcios.
José reencontra-se também com os seus irmãos, que vieram em busca de alimento e que, ao serem reconhecidos pelo irmão poderoso, tiveram medo de serem castigados pelo que tinham feito a ele, porém José os perdoou, chorando junto com eles.
José enviou seus irmãos de volta a seu pai, com um recado: para que todos descessem ao Egito, sem demora, para habitar a Terra de Gósen e assim ficar perto dele. Pediu que viessem os filhos, netos, rebanhos e tudo quanto tivessem. José os sustentaria, pois ainda restavam cinco anos de fome. 
Quando Jacó (já rebatizado por Deus com o nome de Israel ) chegou ao Egito, José subiu ao seu encontro, abraçando-o e chorando demoradamente.
Todos os onze irmãos a quem José ajudou, além de seu pai e todos os demais parentes (sendo ao todo sessenta e seis pessoas), foram: Zebulom, Issacar, Rúben, Naftali, Benjamim, Dã, Simeão, Levi, Judá, Gade e Aser.
É assim que o povo israelita se instala no Egito, antes de ser escravizado e, mais tarde, libertado sob a liderança de Moisés.

### O fim do governo

Símbolo da tribo de José

É possível que durante os anos de seca os sacerdotes tenham conseguido despertar a ira popular contra José e Apopi I, o faraó hicso, pois é durante esses anos que acontecem vários conflitos civis contra os governantes que terminaram com a vitória do faraó Tao II e seu exército, que tomaram primeiro Mênfis e depois a então capital Tânis. Vendo-se sem condições de vencer, Apopi e seus vassalos refugiam-se em Aváris, a cidade fortaleza construída pelos hicsos. Os hicsos acabaram finalmente vencidos, depois de aproximadamente 500 anos sobre as terras do Egito, por Amósis I filho de Tao, na XVIII dinastia. É muito provável que José tenha morrido durante esses combates contra Tao II ou em um dos conflitos civis.
Mesmo com a ascensão demorada de José, desde a prisão até interpretar os sonhos do Faraó Apopi I e  tornar-se o segundo homem mais poderoso do Egito, nunca foi vista uma mudança de ego em José. Após o encontro com sua família, José arranjou a melhor terra no Egito para que sua família morasse. José viveu muitos anos no Egito até sua morte com 110 anos, mas nunca se esqueceu da aliança de Deus com o povo de Israel. Nos termos dessa aliança, a terra de Canaã, onde morava Jacó, seria dada a Abraão e seus descendentes. Antes de sua morte, José pediu para ser enterrado na terra de Canaã, pois era a terra que Deus havia dado a Abraão e, por herança, aos seus descendentes.
O povo de Israel somente saiu da escravidão no Egito após 215 anos (a contar da descida de Jacó ao Egito para encontrar-se com José) tendo sido libertado por Moisés.

## Na cultura popular
A figura de José inspirou vários autores e artistas ao longo da história, devido à riqueza narrativa do relato que é, sem dúvida, uma das mais populares gestas bíblicas. Thomas Mann recontou a história em "Joseph und seine Brüder" (José e seus irmãos) e Andrew Lloyd Webber, com "José e o deslumbrante manto de mil cores", passou a história para um musical de sucesso. Um filme estadunidense, intitulado "Joseph: King of Dreams" , foi lançado em 2000, pela Dreamworks.
A história foi recontada entre janeiro e outubro de 2013 pela TV Record no seriado brasileiro de 38 episódios José do Egito. A série televisiva foi um sucesso de audiência.

## José segundo Maomé
José no Alcorão (ali chamado Iúçufe) tem a mesma narrativa da Bíblia, incluindo a sua venda pelos irmãos, a sua escravidão, a sua falsa acusação, e a sua grande reviravolta de se tornar governador.
O que difere José no Islã são os comentários feitos por Maomé. Segundo o líder religioso, José foi o homem que mais teve beleza em toda a história da humanidade. Além disso, Maomé também afirmou que a beleza de José foi o pivô para aos assédios da Esposa de Potifar, chamada no Islã de Zuleica.
Os comentários de Maomé sobre José ressaltam a idade para os homens e mulheres casarem. Estes comentários são bastante utilizados pelos teólogos muçulmanos.

## Árvore genealógica
|      |      |          |          |          |          |          |          |        |        |        |        |            |            |            |            | Terá       |            |      |      |      |      |                                                             |                                                             |                                                             |                                                             |                                                             |                                                             |  |  |               |               |               |               |               |               |       |       |                |                |                |                |                |                |          |          |                     |                     |                     |                     |                     |                     |          |          |          |          |  |  |
|      |      |          |          |          |          |          |          |        |        |        |        |            |            |            |            |            |            |      |      |      |      |                                                             |                                                             |                                                             |                                                             |                                                             |                                                             |  |  |               |               |               |               |               |               |       |       |                |                |                |                |                |                |          |          |                     |                     |                     |                     |                     |                     |          |          |          |          |  |  |
|      |      |          |          |          |          |          |          |        |        |        |        |            |            |            |            |            |            |      |      |      |      |                                                             |                                                             |                                                             |                                                             |                                                             |                                                             |  |  |               |               |               |               |               |               |       |       |                |                |                |                |                |                |          |          |                     |                     |                     |                     |                     |                     |          |          |          |          |  |  |
| Sara | Sara | Sara     | Sara     | Sara     | Sara     |          |          | Abraão | Abraão | Abraão | Abraão | Abraão     | Abraão     |            |            | Agar       | Agar       | Agar | Agar | Agar | Agar |                                                             |                                                             |                                                             |                                                             |                                                             |                                                             |  |  |               |               |               |               |               |               |       |       |                |                |                |                | Harã           | Harã           | Harã     | Harã     | Harã                | Harã                |                     |                     |                     |                     |          |          |          |          |  |  |
| Sara | Sara | Sara     | Sara     | Sara     | Sara     |          |          | Abraão | Abraão | Abraão | Abraão | Abraão     | Abraão     |            |            | Agar       | Agar       | Agar | Agar | Agar | Agar |                                                             |                                                             |                                                             |                                                             |                                                             |                                                             |  |  |               |               |               |               |               |               |       |       |                |                |                |                | Harã           | Harã           | Harã     | Harã     | Harã                | Harã                |                     |                     |                     |                     |          |          |          |          |  |  |
|      |      |          |          |          |          |          |          |        |        |        |        |            |            |            |            |            |            |      |      |      |      |                                                             |                                                             | Naor                                                        |                                                             |                                                             |                                                             |  |  |               |               |               |               |               |               |       |       |                |                |                |                |                |                |          |          |                     |                     |                     |                     |                     |                     |          |          |          |          |  |  |
|      |      |          |          |          |          |          |          |        |        |        |        |            |            |            |            |            |            |      |      |      |      |                                                             |                                                             |                                                             |                                                             |                                                             |                                                             |  |  |               |               |               |               |               |               |       |       |                |                |                |                |                |                |          |          |                     |                     |                     |                     |                     |                     |          |          |          |          |  |  |
|      |      |          |          |          |          |          |          |        |        |        |        | Ismael     | Ismael     | Ismael     | Ismael     | Ismael     | Ismael     |      |      |      |      |                                                             |                                                             |                                                             |                                                             |                                                             |                                                             |  |  |               |               |               |               | Milca         | Milca         | Milca | Milca | Milca          | Milca          |                |                | Ló             | Ló             | Ló       | Ló       | Ló                  | Ló                  |                     |                     | Iscá                | Iscá                | Iscá     | Iscá     | Iscá     | Iscá     |  |  |
|      |      |          |          |          |          |          |          |        |        |        |        | Ismael     | Ismael     | Ismael     | Ismael     | Ismael     | Ismael     |      |      |      |      |                                                             |                                                             |                                                             |                                                             |                                                             |                                                             |  |  |               |               |               |               | Milca         | Milca         | Milca | Milca | Milca          | Milca          |                |                | Ló             | Ló             | Ló       | Ló       | Ló                  | Ló                  |                     |                     | Iscá                | Iscá                | Iscá     | Iscá     | Iscá     | Iscá     |  |  |
|      |      |          |          |          |          |          |          |        |        |        |        |            |            |            |            |            |            |      |      |      |      |                                                             |                                                             |                                                             |                                                             |                                                             |                                                             |  |  |               |               |               |               |               |               |       |       |                |                |                |                |                |                |          |          |                     |                     |                     |                     |                     |                     |          |          |          |          |  |  |
|      |      |          |          |          |          |          |          |        |        |        |        |            |            |            |            |            |            |      |      |      |      |                                                             |                                                             |                                                             |                                                             |                                                             |                                                             |  |  |               |               |               |               |               |               |       |       |                |                |                |                |                |                |          |          |                     |                     |                     |                     |                     |                     |          |          |          |          |  |  |
|      |      |          |          |          |          |          |          |        |        |        |        | Ismaelitas | Ismaelitas | Ismaelitas | Ismaelitas | Ismaelitas | Ismaelitas |      |      |      |      | 7 filhos                                                    | 7 filhos                                                    | 7 filhos                                                    | 7 filhos                                                    | 7 filhos                                                    | 7 filhos                                                    |  |  | Betuel        | Betuel        | Betuel        | Betuel        | Betuel        | Betuel        |       |       | 1ª filha       | 1ª filha       | 1ª filha       | 1ª filha       | 1ª filha       | 1ª filha       |          |          |                     |                     |                     |                     | 2ª filha            | 2ª filha            | 2ª filha | 2ª filha | 2ª filha | 2ª filha |  |  |
|      |      |          |          |          |          |          |          |        |        |        |        | Ismaelitas | Ismaelitas | Ismaelitas | Ismaelitas | Ismaelitas | Ismaelitas |      |      |      |      | 7 filhos                                                    | 7 filhos                                                    | 7 filhos                                                    | 7 filhos                                                    | 7 filhos                                                    | 7 filhos                                                    |  |  | Betuel        | Betuel        | Betuel        | Betuel        | Betuel        | Betuel        |       |       | 1ª filha       | 1ª filha       | 1ª filha       | 1ª filha       | 1ª filha       | 1ª filha       |          |          |                     |                     |                     |                     | 2ª filha            | 2ª filha            | 2ª filha | 2ª filha | 2ª filha | 2ª filha |  |  |
|      |      |          |          |          |          |          |          |        |        |        |        |            |            |            |            |            |            |      |      |      |      |                                                             |                                                             |                                                             |                                                             |                                                             |                                                             |  |  |               |               |               |               |               |               |       |       |                |                |                |                |                |                |          |          |                     |                     |                     |                     |                     |                     |          |          |          |          |  |  |
|      |      |          |          |          |          |          |          |        |        |        |        |            |            |            |            |            |            |      |      |      |      |                                                             |                                                             |                                                             |                                                             |                                                             |                                                             |  |  |               |               |               |               |               |               |       |       |                |                |                |                |                |                |          |          |                     |                     |                     |                     |                     |                     |          |          |          |          |  |  |
|      |      | Isaque   | Isaque   | Isaque   | Isaque   | Isaque   | Isaque   |        |        | Rebeca | Rebeca | Rebeca     | Rebeca     | Rebeca     | Rebeca     |            |            |      |      |      |      |                                                             |                                                             |                                                             |                                                             |                                                             |                                                             |  |  |               |               | Labão         | Labão         | Labão         | Labão         | Labão | Labão |                |                | Moabitas       | Moabitas       | Moabitas       | Moabitas       | Moabitas | Moabitas |                     |                     | Amonitas            | Amonitas            | Amonitas            | Amonitas            | Amonitas | Amonitas |          |          |  |  |
|      |      | Isaque   | Isaque   | Isaque   | Isaque   | Isaque   | Isaque   |        |        | Rebeca | Rebeca | Rebeca     | Rebeca     | Rebeca     | Rebeca     |            |            |      |      |      |      |                                                             |                                                             |                                                             |                                                             |                                                             |                                                             |  |  |               |               | Labão         | Labão         | Labão         | Labão         | Labão | Labão |                |                | Moabitas       | Moabitas       | Moabitas       | Moabitas       | Moabitas | Moabitas |                     |                     | Amonitas            | Amonitas            | Amonitas            | Amonitas            | Amonitas | Amonitas |          |          |  |  |
|      |      |          |          |          |          |          |          |        |        |        |        |            |            |            |            |            |            |      |      |      |      |                                                             |                                                             |                                                             |                                                             |                                                             |                                                             |  |  |               |               |               |               |               |               |       |       |                |                |                |                |                |                |          |          |                     |                     |                     |                     |                     |                     |          |          |          |          |  |  |
|      |      |          |          |          |          |          |          |        |        |        |        |            |            |            |            |            |            |      |      |      |      |                                                             |                                                             |                                                             |                                                             |                                                             |                                                             |  |  |               |               |               |               |               |               |       |       |                |                |                |                |                |                |          |          |                     |                     |                     |                     |                     |                     |          |          |          |          |  |  |
|      |      | Esaú     | Esaú     | Esaú     | Esaú     | Esaú     | Esaú     |        |        | Jacó   | Jacó   | Jacó       | Jacó       | Jacó       | Jacó       |            |            |      |      |      |      |                                                             |                                                             |                                                             |                                                             |                                                             |                                                             |  |  |               |               |               |               |               |               |       |       |                |                |                |                |                |                |          |          |                     |                     |                     |                     | Raquel              | Raquel              | Raquel   | Raquel   | Raquel   | Raquel   |  |  |
|      |      | Esaú     | Esaú     | Esaú     | Esaú     | Esaú     | Esaú     |        |        | Jacó   | Jacó   | Jacó       | Jacó       | Jacó       | Jacó       |            |            |      |      |      |      |                                                             |                                                             |                                                             |                                                             |                                                             |                                                             |  |  |               |               |               |               |               |               |       |       |                |                |                |                |                |                |          |          |                     |                     |                     |                     | Raquel              | Raquel              | Raquel   | Raquel   | Raquel   | Raquel   |  |  |
|      |      |          |          |          |          |          |          |        |        |        |        |            |            |            |            |            |            |      |      |      |      |                                                             |                                                             |                                                             |                                                             |                                                             |                                                             |  |  |               |               |               |               |               |               |       |       |                |                |                |                | Bila           |                |          |          |                     |                     |                     |                     |                     |                     |          |          |          |          |  |  |
|      |      |          |          |          |          |          |          |        |        |        |        |            |            |            |            |            |            |      |      |      |      |                                                             |                                                             |                                                             |                                                             |                                                             |                                                             |  |  |               |               |               |               |               |               |       |       |                |                |                |                |                |                |          |          |                     |                     |                     |                     |                     |                     |          |          |          |          |  |  |
|      |      | Edomitas | Edomitas | Edomitas | Edomitas | Edomitas | Edomitas |        |        |        |        |            |            |            |            |            |            |      |      |      |      |                                                             |                                                             |                                                             |                                                             |                                                             |                                                             |  |  |               |               |               |               | Zilpa         | Zilpa         | Zilpa | Zilpa | Zilpa          | Zilpa          |                |                |                |                |          |          |                     |                     |                     |                     |                     |                     |          |          |          |          |  |  |
|      |      |          | Edomitas | Edomitas | Edomitas | Edomitas | Edomitas |        |        |        |        |            |            |            |            |            |            |      |      |      |      |                                                             |                                                             |                                                             |                                                             |                                                             |                                                             |  |  |               |               |               |               | Zilpa         | Zilpa         | Zilpa | Zilpa | Zilpa          | Zilpa          |                |                |                |                |          |          |                     |                     |                     |                     |                     |                     |          |          |          |          |  |  |
|      |      |          |          |          |          |          |          |        |        |        |        |            |            |            |            |            |            |      |      |      |      |                                                             |                                                             |                                                             |                                                             | Lia                                                         |                                                             |  |  |               |               |               |               |               |               |       |       |                |                |                |                |                |                |          |          |                     |                     |                     |                     |                     |                     |          |          |          |          |  |  |
|      |      |          |          |          |          |          |          |        |        |        |        |            |            |            |            |            |            |      |      |      |      |                                                             |                                                             |                                                             |                                                             |                                                             |                                                             |  |  |               |               |               |               |               |               |       |       |                |                |                |                |                |                |          |          |                     |                     |                     |                     |                     |                     |          |          |          |          |  |  |
|      |      |          |          |          |          |          |          |        |        |        |        |            |            |            |            |            |            |      |      |      |      |                                                             |                                                             |                                                             |                                                             |                                                             |                                                             |  |  |               |               |               |               |               |               |       |       |                |                |                |                |                |                |          |          |                     |                     |                     |                     |                     |                     |          |          |          |          |  |  |
|      |      |          |          |          |          |          |          |        |        |        |        |            |            |            |            |            |            |      |      |      |      | 1.Rúben 2.Simeão 3.Levi 4.Judá 9.Issacar 10.Zebulom 11.Diná | 1.Rúben 2.Simeão 3.Levi 4.Judá 9.Issacar 10.Zebulom 11.Diná | 1.Rúben 2.Simeão 3.Levi 4.Judá 9.Issacar 10.Zebulom 11.Diná | 1.Rúben 2.Simeão 3.Levi 4.Judá 9.Issacar 10.Zebulom 11.Diná | 1.Rúben 2.Simeão 3.Levi 4.Judá 9.Issacar 10.Zebulom 11.Diná | 1.Rúben 2.Simeão 3.Levi 4.Judá 9.Issacar 10.Zebulom 11.Diná |  |  | 7.Gade 8.Aser | 7.Gade 8.Aser | 7.Gade 8.Aser | 7.Gade 8.Aser | 7.Gade 8.Aser | 7.Gade 8.Aser |       |       | 5.Dã 6.Naftali | 5.Dã 6.Naftali | 5.Dã 6.Naftali | 5.Dã 6.Naftali | 5.Dã 6.Naftali | 5.Dã 6.Naftali |          |          | 12.José 13.Benjamim | 12.José 13.Benjamim | 12.José 13.Benjamim | 12.José 13.Benjamim | 12.José 13.Benjamim | 12.José 13.Benjamim |          |          |          |          |  |  |

## As tribos de Israel
De acordo com a tradição judaica, os filhos de Yaacov (Jacó) junto com os filhos de Yossef (José) originaram as doze tribos de Israel; Onde as tribos teriam o nome de dez filhos de Jacó e, as outras duas tribos restantes receberam os nomes dos filhos de Yossef (José), abençoados por Jacó como seus próprios filhos. Os nomes das tribos são: Rúben, Simeão, Judá, Zebulom, Issacar, Dã, Gade, Aser, Naftali, Benjamim, Levi, José  (filhos de Jacó), Manassés e, Efraim (filhos de José).